# Lluís Quintana-Murci
Lluís Quintana-Murci (nacido 26 de marzo de 1970 en Palma de Mallorca, España) es un biólogo y genetista de poblaciones franco-español conocido por sus investigaciones sobre la evolución humana, la diversidad genómica de las poblaciones y su relación con la diversidad inmunitaria y las enfermedades infecciosas.

## Biografía
Tras estudiar biología en la Universidad de Barcelona, obtuvo un doctorado en Genética Humana en la Universidad de Pavia en Italia, y su habilitación para dirigir investigaciones en la Universidad Sorbona en París. Tras una formación postdoctoral en el Instituto Pasteur y varias prácticas en la Universidad de Arizona (Tucson, EE. UU.) y la Universidad de Oxford (Reino Unido), Lluis Quintana-Murci se incorporó al CNRS como investigador en genética de poblaciones humanas en 2001. Dirige la Unidad de Genética Evolutiva Humana (CNRS UMR2000) en el Instituto Pasteur desde 2007, y ha sido Director Científico del Instituto durante 2016-2017. Actualmente es profesor en el Collège de France (Cátedra de Genómica Humana y Evolución) y en el Instituto Pasteur.

## Intereses de investigación
Lluis Quintana-Murci es un genetista de poblaciones cuya investigación se centra en el estudio de la arquitectura genética de las poblaciones humanas y el papel de la diversidad genética en la adaptación humana. En particular, su laboratorio utiliza datos genómicos para inferir la historia demográfica pasada de las poblaciones humanas, con un enfoque especial en África y el Pacífico, y diseccionar las diferentes formas en que la selección natural puede actuar sobre el genoma humano. Su equipo está especialmente interesado en explorar hasta qué punto los patógenos han ejercido presión sobre los genes de la inmunidad innata humana. En los últimos años, su equipo también correlaciona la variación genética y epigenética en poblaciones con diferentes ancestros y estilos de vida con fenotipos moleculares relacionados con las respuestas inmunes, para identificar mecanismos que han sido cruciales para nuestra supervivencia pasada y presente contra la infección. En este contexto, su investigación se centra en el estudio de los factores genéticos, epigenéticos y ambientales que provocan la variación de las respuestas inmunitarias, ya que esto ayuda a sentar las bases de genómica personalizada relacionada con los trastornos infecciosos e inmunitarios. Su laboratorio combina enfoques de genética molecular y de poblaciones, con modelado computacional y desarrollo de nuevos marcos estadísticos.
Lluis Quintana-Murci es coautor de más de 200 publicaciones sobre genética de poblaciones fundamental, así como sobre genética evolutiva de infecciones, y ha publicado 12 capítulos de libros. Ha sido laureado por el Consejo Europeo de Investigación (ERC) y es miembro de EMBO, la Academia Europaea y la Academia de Ciencias de Francia.

## Premios y honores
- Medalla de Bronce del CNRS (2008)
- Premio Georges, Jacques et Elias Canetti, Institut Pasteur (2009)
- Medalla de Plata del CNRS (2013)
- Miembro de EMBO (2014)
- Miembro de la Academia Europaea (2014)
- Premio de Medicina e Investigación Biomédica "Jean Hamburger" de la Ciudad de París (2014)
- Premio Mergier-Bourdeix, Academia de Ciencias de Francia (2015)
- Medalla de Oro de las Islas Balears (2018)
- Premio René et Andrée Duquesne, Institut Pasteur (2019)
- Allianz Fondation Allianz – Premio Institut de France (2019)
- Miembro electo de la Academia de Ciencias de Francia (2019)

## Principales publicaciones
- Choin J, Mendoza-Revilla J, Arauna LR, Cuadros-Espinoza S, Cassar O, Larena M, Min-Shan Ko A, Harmant C, Laurent R, Verdu P, Laval G, Boland A, Olaso R, Deleuze JF, Valentin F, Ko YC, Jakobsson M, Gessain A, Excoffier L, Stoneking M, Patin E, Quintana-Murci L (2021) Información genómica sobre la historia de la población y la adaptación biológica en Oceanía. Nature 592(7855):583-589 [pmid:33854233 PMID: 33854233]
- Kerner G, Laval G, Patin E, Boisson-Dupuis S, Abel L, Casanova JL, Quintana-Murci L (2021) Los análisis de ADN humano antiguo revelan la alta carga de tuberculosis en los europeos durante los últimos 2000 años. American Journal of Human Genetics 108 (3): 517-524 [pmid:33667394 PMID: 33667394]
- Quintana-Murci L (2019) Inmunología humana a través de la lente de la genética evolutiva. Cell 177(1):184-199 [pmid:30901539 PMID: 30901539]
- Piasecka B, Duffy D, Urrutia A, Quach H, Patin E, Posseme C, Bergstedt J, Charbit B, Rouilly V, MacPherson C, Hasan M, Albaud B, Gentien D, Fellay J, Albert M, Quintana-Murci L. y el Consorcio Milieu Intérieur (2018). Papeles distintivos de la edad, el sexo y la genética en formar la variación transcripcional de las respuestas inmunitarias humanas a los desafíos microbianos. Proceedings of the National Academy of Sciences de EE. UU. 115(3):E488-E497 [pmid:29282317 PMID: 29282317]
- Lopez M, Kousathanas A, Quach H, Harmant C, Mouguiama P, Hombert JM, Froment A, Perry GH, Barreiro LB, Verdu P, Patin E, Quintana-Murci L (2018). La historia demográfica y la carga mutacional de los cazadores-recolectores y agricultores africanos. Nature Ecology and Evolution 2(4):721-730 [pmid:29531345 PMID: 29531345]
- Patin E, Lopez M, Grollemund R, Verdu P, Harmant C, Quach H, Laval G, Perry GH, Barreiro LB, Froment A, Heyer E, Massougbodji A, Fortes-Lima C, Migot-Nabias F, Bellis G, Dugoujon JM, Pereira JB, Fernandes V, Pereira L, Van der Veen L, Mouguiama-Daouda P, Bustamante CD, Hombert JM, Quintana-Murci L (2017) Dispersiones y adaptación genética de las poblaciones de habla bantú en África y América del Norte. Science 356: 543–546 [pmid:28473590 PMID: 28473590]
- Quach H, Rotival M, Pothlichet J, Loh YE, Dannemann M, Zidane N, Laval G, Patin E, Harmant C, Lopez M, Deschamps M, Naffakh N, Duffy D, Coen A, Leroux-Roels G, Clément F, Boland A, Deleuze JF, Kelso J, Albert ML, Quintana-Murci L (2016) La adaptación genética y la mezcla neandertal dieron forma al sistema inmunológico de las poblaciones humanas. Cell 167(3):643-656 [pmid:27768888 PMID: 27768888]
- Fagny M, Patin E, MacIsaac JL, Rotival M, Flutre T, Jones MJ, Siddle KJ, Quach H, Harmant C, McEwen LM, Froment A, Heyer E, Gessain A, Betsem E, Mouguiama-Daouda P, Hombert JM, Perry GH, Barreiro LB, Kobor MS, Quintana-Murci L (2015) El paisaje epigenómico de los cazadores-recolectores y agricultores de la selva tropical africana. Nature Communications 6:10047 [pmid:26616214 PMID: 26616214]
- Manry J, Laval G, Patin E, Fornarino S, Itan Y, Fumagalli M, Sironi M, Tichit M, Bouchier C, Casanova JL, Barreiro LB & Quintana-Murci L (2011) Disección genética evolutiva de los interferones humanos. Journal of Experimental Medicine 208, 2747-2759 [pmid:22162829 PMID: 22162829]
- Barreiro LB, Quintana-Murci L (2010) De la genética evolutiva a la inmunología humana: cómo la selección da forma a los genes de defensa del huésped. Nature Reviews Genetics 11(1):17-30 [pmid:19953080 PMID: 19953080]
- Barreiro, LB, Laval, G., Quach, H., Patin, E. & Quintana-Murci, L. (2008) La selección natural ha impulsado la diferenciación de poblaciones en los humanos modernos. Nature Genetics 40, 340-345 [pmid:18246066 PMID: 18246066]
- Quintana-Murci, L., Semino, O., Bandelt, HJ, Passarino, G., McElreavey, K. & Santachiara- Benerecetti, AS (1999) Evidencia genética de una salida temprana del Homo sapiens sapiens de África a través de África oriental. Nature Genetics 23, 437-441 [pmid:10581031 PMID: 10581031]